# Tomasz Świst
Tomasz Tadeusz Świst (23 december 1974, Nowy Targ) is een voormalig Poolse langebaanschaatser. Świst was samen met Paweł Abratkiewicz jarenlang de toonaangevende Poolse sprinter. Świst beheerste de 500m wel beter dan de 1000m. 

## Records

### Persoonlijke records
| Afstand    | Tijd    | Datum           | Baan           |
| ---------- | ------- | --------------- | -------------- |
| 500 meter  | 35,14   | 1 december 2001 | Salt Lake City |
| 1000 meter | 1.09,39 | 2 december 2001 | Salt Lake City |

## Resultaten
| Jaar | WK Sprint | WK Afstanden       | Olympische Spelen  |
| ---- | --------- | ------------------ | ------------------ |
| 1995 | 22e       |                    |                    |
| 1996 | 17e       | 17e 500m DNF 1000m |                    |
| 1997 | 25e       | 20e 500m           |                    |
| 1998 |           | DQ 500m            | 26e 500m 41e 1000m |
| 1999 | 11e       | 7e 500m 18e 1000m  |                    |
| 2000 | 15e       | 16e 500m           |                    |
| 2001 | 21e       | 16e 500m           |                    |
| 2002 | NS2       |                    | 22e 500m 21e 1000m |
| 2003 | NS3       | 17e 500m           |                    |